# 真州 (北宋)
真州，中国北宋时设置的州。
南唐时迎銮镇，北宋置建安军，大中祥符六年（1013年）升为真州，赐名仪真郡，治所在扬子县（今江苏省仪征市），属淮南东路。辖境相当今江苏省仪征市和南京市六合区等地。元朝至元十四年（1277年），升为真州路，二十一年复为州。明朝洪武二年（1369年），废改州为仪徵县，省扬子县入之。